# Vineta (opera)
Vineta je poslední opera českého skladatele Jana Nepomuka Škroupa na německé libreto spisovatele Hermanna Theodora von Schmida. Byla napsána roku 1863 a poprvé uvedena v pražském Stavovském divadle dne 11. června 1870.

## Vznik a historie díla
Vineta je poslední opera Jana Nepomuka Škroupa. Skladatel ji složil roku 1863, tedy brzy po Prstenu lásky (premiéra 1861) a 18 let po své jediné české opeře Švédové v Praze, která měla premiéru roku 1867.
Jedná se o romantickou operu na námět severoněmecké pověsti o městě nazývaném Vineta na pobřeží Baltského moře, které jako trest za pýchu a hamižnost jeho obyvatel pohltily vlny při obrovské bouři. Schmidovo libreto látku zpracovává na základě Heinricha Heina a zejména novely Ludwiga Storcha a kombinuje tradiční fantazijní pohádkový námět tzv. „kouzelných her“ populárních v 1. polovině 19. století s modernějším hudebním dramatem (zřetelná je námětová spřízněnost s Wagnerovým Bludným Holanďanem) i s inscenačně náročnou velkou operou. Obsahuje řadu scénických efektů a klade značné nároky na výpravu i kostýmy, zejména v prostředním jednání odehrávajícím se na mořském dně (dobová kritika připomíná příbuznost s úvodní scénou Wagnerova Zlata Rýna); slabinou je však nedostatek hlubší charakterizace postav a motivace jejich jednání.
Z hudebního hlediska se jedná o dílo, ve kterém se Škroup pokoušel vyrovnat s moderním hudebním vývojem. Ke sjednocení poněkud roztříštěného děje využívá hojné leitmotivy, většina zpívaného textu je v deklamačním stylu proponovaném příznivci „hudebního dramatu“. Dobová kritika však hudbě vytýkala přílišnou uměřenost a nedramatičnost, melodickým liniím i pamětným motivům pak nedostatečnou originalitu a důraznost. Za nejlepší části opery tak byly považovány uzavřené formy známé z tradiční opery německého romantismu: píseň zbrojíře, vstup Vinety a tanec rybářů v I. aktu, tanec vil ve II. aktu, duet mezi Beilhackem a Wandou v III. dějství – tedy většinou momenty podružné, naopak hudba spojená s hlavním hrdinou a dramatickými scénami (ansámbly, finále) místy postrádala skutečnou inspiraci.
Škroupovo hudební zpracování vyžaduje vysoké dovednosti pěveckých sólistů, sboru i orchestru. I proto – spolu s požadavky na výpravu – bylo poukazováno na to, že k zamýšlený účinek by jí mohl dát jen „mecenášsky vybavený ústav prvního řádu“, což ovšem pražské německé divadlo nebylo. Premiérové obecenstvo přijalo více než tříhodinovou operu povzbudivě a skladatel byl po všech třech dějstvích vyvoláván, stejně jako představitelky obou hlavních ženských rolí, po několika málo představeních však Vineta z repertoáru navždy zmizela.

## Osoby a první obsazení
| osoba                                                                        | hlasový obor | premiéra (11.6.1870) |
| ---------------------------------------------------------------------------- | ------------ | -------------------- |
| Candelin vom Thale, křížový rytíř                                            | tenor        | Čeněk Vecko          |
| Vineta                                                                       | soprán       | Dillner              |
| Zwentibold, venedský šlechtic                                                | bas          | Eyhardt              |
| Wanda, jeho dcera                                                            | soprán       | Löwe                 |
| Beilhack, zbrojíř                                                            | baryton      | Vojtěch Šebesta      |
| Röck, vládce moře                                                            | bas          | ...                  |
| Rybáři a vesničané, křižáci, potopení lidé, mořští duchové, sirény a tritoni |              |                      |
| Dirigent: Jan Nepomuk Škroup                                                 |              |                      |

## Děj opery

### 1. jednání
Na počátku děje se nacházíme na kopcovitých dunách na pobřeží Severního moře s impozantním výhledem na moře, na němž kotví po starobylém severském způsobu postavení lodě křižáků. Přes příznivý vítr a počasí byla vojsku nařízena nečinnost, což se vojákům přirozeně nelíbí a přičítají to svému vůdci Candelinovi, který propadl zahálčivému snění a zanedbává své povinnosti. Objevují se rybáři a rybářky se svými dary, trudnomyslný hrdina děkuje, a jelikož se slunce chýlí k západu, požaduje po nich, aby den zakončili zpěvem a tancem po svém způsobu. Z balady, kterou zpívá starý rybář, se dozvídáme o ponořeném městě, které zasáhl hněv nebes, protože jeho někdejší obyvatelé a jejich královna na sebe pro svůj rozmařilý život přivolali prokletí chudinou. Nyní toto zavržené, ve svých hříších pohřbené plémě pobývá na mořském dně a každých sto let se musí královna vynořit, aby pomocí své čarovné moci svedla a stáhla k sobě do vlhkého hrobu novou oběť z lidského světa. Sotvaže rybář dozpívá, ozve se volání o pomoc a objeví se Wanda ve stavu nejvyššího vzrušení. Překvapena ušlechtilým zjevem Candelina, kterého považuje za nebeského posla svatého Michala, ho zapřísahá, aby zachránil jejího starého otce, kterého přepadli a unesli loupežníci. Candelin se vzmuží k činu, záchrana Zwentibolda se podaří a Wanda se vítězi nabízí jako otrokyně.
Noc se snáší na vlny třpytící se ve stříbrném měsíčním svitu a osamělý hrdina toužebně očekává chvíli, kdy se k němu má dostavit milovaná Vineta. V krásné lidské podobě se objeví na stříbrném člunu královna, kterou Candelin původně poznal jako hraběcí dcer. Nyní mu ale Vineta sděluje nejen to, že přichází naposledy, ale odhaluje mu i svůj původ. Přestože si je Candelin vědom zklamání, že namísto milenky objímá jen zlověstné strašidlo, podaří se jej královně natolik očarovat, že ji následuje a s výkřikem „Navždy tvůj!“ s ní klesá do moře. Jediným svědkem této scény je Wanda, která se sem vřítí a ukončuje dějství rozhodnutím „Spasen musí být!“

### 2. jednání
V potopeném městě vládne nesmírné vzrušení. Do vodní říše se odvážil vniknout suchozemec. Z křižácké lodi visí lano až k puklině ve skále, ve které je zaklesnuta železná kotva s velkým křížovým příčným břevnem. Za toto lano tahají a škubou mořští duchové, aby loď uvolnili, zatímco potopení lidé jim v tom brání a odhánějí je. Oba sbory nyní volají mořského otce, starého Röcka, aby tento spor mezi nimi rozsoudil. Podaří se mu pozdvižení trochu uklidnit. Tu pokorným krokem přichází jindy hrdá královna Vineta; dosud vždy věrně splnila svou povinnost přivést novou oběť, tentokrát to ale už nedokáže. Nemůže snést pomyšlení, že rytíř, který jí důvěřoval a pevně následoval jako svou nevěstu, je ztracen, a proto prosí, aby byl propuštěn na svobodu. I ona se chce pro krátký život na zemi se svým milým ráda vzdát vší mrtvé nádhery i jí propůjčené čarovné moci. Tuto prosbu provází výsměch duchů i upřímný soucit potopených a sám Röck přiznává, že není dosud v jeho moci Candelina zadržet – až do přílivu může rytíř volně odejít, pak ale lhůta uplyne. Ani Vineta jej však nesmí varovat, ačkoli existuje prostředek, jak překonat věčnou kletbu vyslovenou nad ní i jejími oběťmi. Jenže tento prostředek musí Candelin nalézt sám ve svém srdci.
Zničena výroky mořského vládce a jeho rodu upadá Vineta do malomyslnosti, z níž ji nevzbudí a neobveselí ani nádherné tance sirén a tritonů. Teprve když se objeví Candelin, pokouší se jej znovu zachránit. Ale marně jej zapřísahá, aby před ní prchnul, to on nemůže učinit a vyměřená lhůta se chýlí ke konci. Mořští duchové již jásají nad novým přírůstkem, zatímco potopení naříkají „příliš pozdě“. Tu seshora zazní zpěv křížových rytířů. V nejzazší extázi vykřikne Candelin „Kříž je má spása, vezmi mne pod svou ochranu!“, vystoupá na skálu a zachytí se křížového háku kotvy, která se pomalu uvolní stoupá. Duchové se ji marně snaží zastavit, Candelin je osvobozen.

### 3. jednání
Ve třetím dějství se nacházíme opět na pevné zemi mořského pobřeží. Candelin leží ve svém stanu těžce nemocen. Neboť jak vypráví Beilhack ustarané, ale v pevné víře zůstávající Wandě: právě když chtěli rytíři vyjed domnívajíce se, že přišli o svého vůdce, vynesla jej vlna z mořských hlubin živého na břeh, avšak navrátilo se jen jeho tělo, zatímco jeho duše zůstala na mořském dně. Candelin se probouzí a v blouznění jej obklopují tu strašlivé, tu nádherné obrazy z právě prožitých hodin. Mezi hrozivými, utěšujícími a šklebícími se zjevy vidí tu nejkrásnější z nejkrásnějších, královnu Vinetu, a s výkřikem „Běda mi, jsem ztracen,“ upadá opět do mdlob.
Tu se jeho vidění zhmotní. Vineta se ještě jednou objeví, aby se posledním polibkem rozloučila se svým milým. Wanda zasahuje a brání tomuto hříšnému setkání, neboť Candelin se nachází pod ochranou její věrné lásky. Nastává ušlechtilá soutěž v lásce mezi Wandou a Vinetou. Královna musí uposlechnout volání hlasů z moře nabádajících ji k návratu. Naléhavé prosbě Wandy, aby jí sdělila prostředek, jak může být Candelin zachráněn, může Vineta vyhovět jen naznačením toho, že zamčenou mořskou bránu může otevřít jen vyslovením jednoho slova: To však nemůže být vyřčeno, milující osobě je musí zjevit vlastní srdce. Za státe stupňovaného vzrušení a vzrůstajícího nadšení osvítí Wandinu duši jako blesk no nevyslovené slovo. „Peklo se propadá, když přinese láska z lásky sebe sama.“ Vrhá se jako oběť do moře, tam ji zachytí géniové a odnášejí ji na břeh. Candelinovi se vrací rozum, nyní náleží on i Wanda zemi. Zato Vineta a potopení stoupají osvobození z moře k nebesům a žehnají šťastnému páru. Jako Senta svou osobní obětí osvobozuje „bludného Holanďana“ z jeho nekonečného putování, tak i Wanda zachraňuje svého milého pro zemi a Vinetu osvobozuje z hrobu na mořském dně.